# Festival Iberoamericano de Teatro de Bogotá
El Festival Iberoamericano de Teatro (FITB) es un certamen cultural originado   en Bogotá, la "Capital mundial del teatro"; es de carácter internacional y se realiza bienalmente en la ciudad de Bogotá, Colombia. Fue dirigido y producido, hasta su muerte en agosto de 2008, por Fanny Mikey, actriz de teatro y empresaria cultural de origen argentino nacionalizada en Colombia. Es el evento cultural de mayor transcendencia en Colombia y el festival de artes escénicas más grande del mundo.
El evento se ha consolidado como el festival de teatro más grande del mundo con más de 800 funciones de 100 compañías internacionales y 170 compañías colombianas, reuniendo a las compañías de teatro más importantes del mundo, provenientes de los cinco continentes.

## Historia
El Festival Iberoamericano de Teatro de Bogotá fue creado por Fanny Mikey y Ramiro Osorio, con motivo de la celebración de los 450 años de la fundación de Bogotá. Desde la primera edición, que se realizó bajo lema "Un acto de fe en Colombia", el Festival, empezó en las calles y resultó siendo una integración artística de los países latinoamericanos.
El objetivo de este evento consistía en mostrar la diversidad y la pluralidad de los diferentes géneros y tendencias de las artes escénicas en el mundo, confrontando las diversas expresiones de las culturas, y hasta hoy ha influido en el crecimiento del entendimiento, tolerancia y participación de diferentes culturas, además del gran crecimiento de desarrollo artístico en Colombia.
El festival cumplió 22 años de existencia en 2010 en su versión número 12, su primera versión fue realizada el 25 de marzo hasta el 3 de abril de 1988.
En 2006 durante 17 días participaron 2400 artistas de compañías procedentes de diferentes países del mundo de los 5 continentes, se presentaron alrededor de 700 funciones y tuvo el lema de "El mundo en escena" al que acudieron alrededor de 2800 espectadores.

## Reuniones

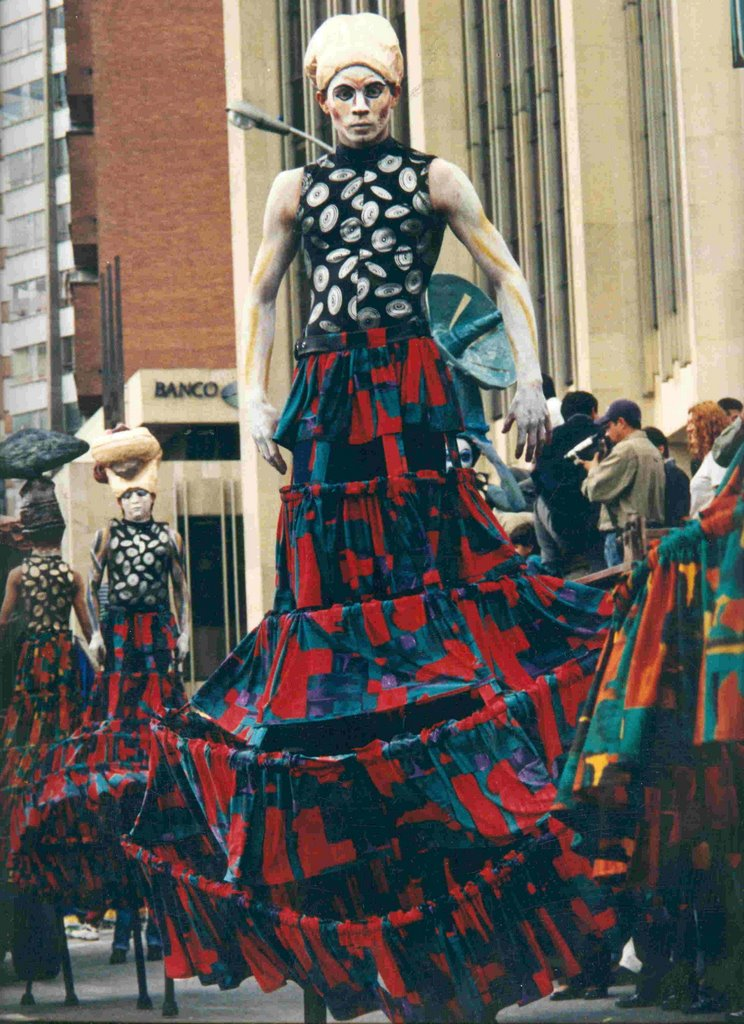
Comparsa Umbral Imaginario en el desfile inaugural del Festival del año 2000.

El festival incluye diferentes tipos de artes escénicas en varios puntos de la ciudad, entre las que se incluyen: teatro callejero (gratuito), teatro de sala, conciertos internacionales, danza clásica, teatro infantil y juvenil, cuenteros, entre otros eventos. En las últimas ediciones, el festival ha convertido al centro de convenciones Corferias en "la ciudad teatro" durante las dos semanas que dura el festival, allí además de presentarse obras de teatro nacionales e internacionales se llevan a cabo eventos para toda las edades que incluyen exposiciones académicas y exposiciones comerciales, circo, actividades infantiles e incluso existe un lugar llamado "Carpa Cabaret" destinado a la "rumba" (fiestas para adultos), donde suelen asistir los actores de diferentes nacionalidades que acuden al festival. En la edición de 2010 la ciudad teatro se realizó en el club compensar al noroccidente de Bogotá.
El Festival ofrece el panorama más completo de artes escénicas, ya que además de las obras clásicas, propone muestras de danza, vanguardia, circo, música, performance, pantomima, y hasta conciertos que se desarrollan en las salas y en las calles bogotanas. Además, organiza talleres especializados y conferencias dictadas por los maestros más grandes de artes escénicas provenientes de todo el mundo.
Durante los 17 días que dura el festival, las calles de Bogotá se visten de fiesta, la inauguración cada dos años se realiza con desfiles coloridos y caravanas de cada fundación de teatro, permitiendo que todos los ciudadanos aprecien y sean espectadores de este gran evento.

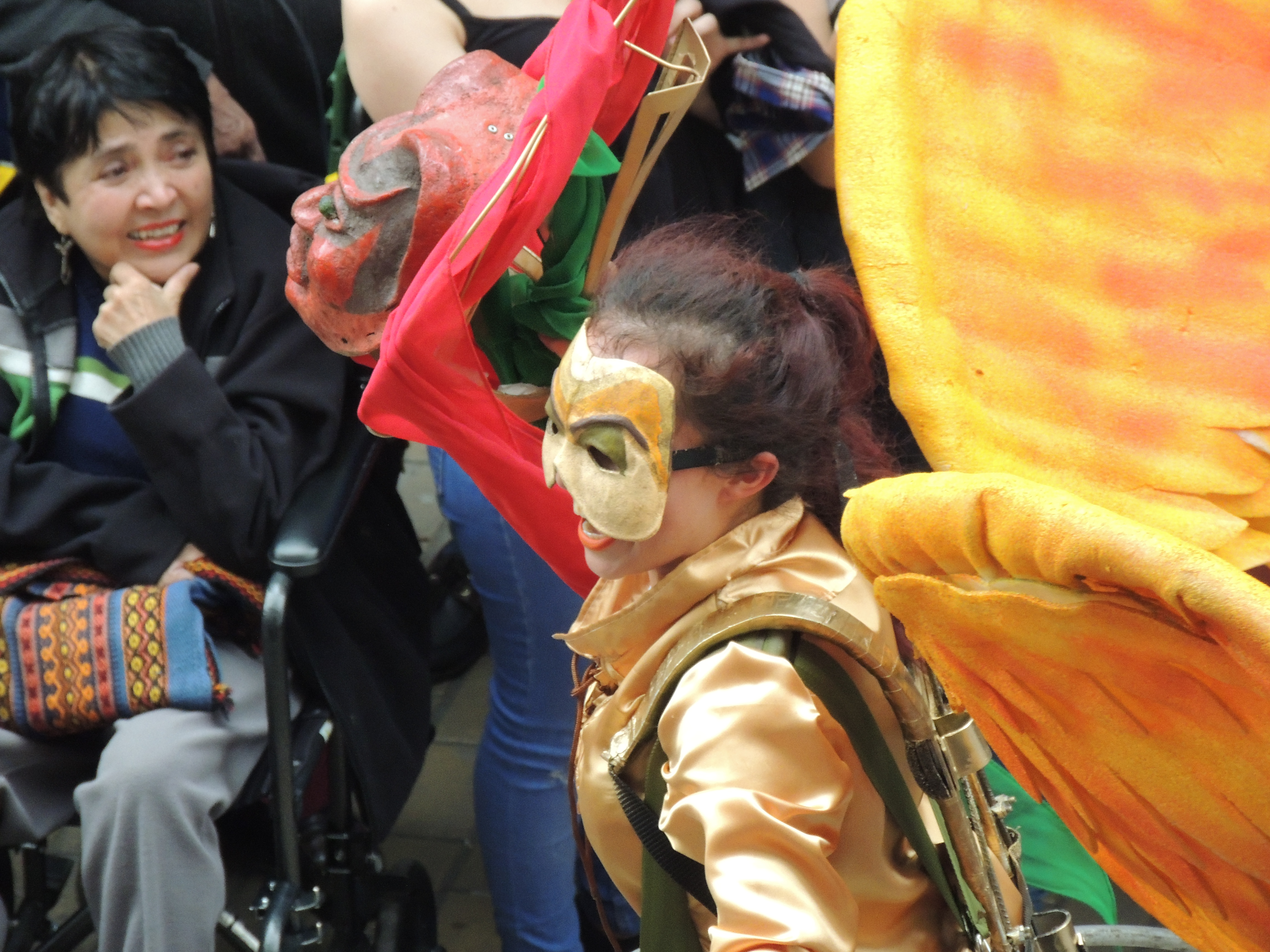
Desfile inaugural del año 2018. Festival iberoamericano de teatro. Bogotá, Colombia.

Para 2012 el festival Iberoamericano de teatro de Bogotá se consolida como el festival de teatro más importante del mundo, debido a su amplia exposición cultural de las diferentes naciones que en cada una de sus ediciones se mezclan como quien hace una gran muestra de explosión cultural del mundo.{cita requerida} Cabe resaltar que Bogotá es la capital de la imaginación, porque es su territorio urbano alberga la mayor cantidad de academias de tablas del mundo, 2209 academias registradas ante la alcaldía mayor de la capital, la consolidan como la capital no solo de la nación sino la capital cultural del mundo.

## Ediciones
| Edición | Año  | Fecha                                       | Países asistentes | Eslogan                               | País/ciudad invitado de honor |
| ------- | ---- | ------------------------------------------- | ----------------- | ------------------------------------- | ----------------------------- |
| I       | 1988 | Viernes 25 de marzo al domingo 3 de abril   | 21                | Un acto de fe                         |                               |
| II      | 1990 | Viernes 6 al domingo 15 de abril            | 27                | Los lenguajes del teatro del mundo    |                               |
| III     | 1992 | Miércoles 8 al domingo 19 de abril          | 31                | Encuentro de dos mundos               |                               |
| IV      | 1994 | Miércoles 23 de marzo al domingo 3 de abril | 28                | Bogotá, escenario del mundo           |                               |
| V       | 1996 | Sábado 23 de marzo al domingo 7 de abril    | 32                | Un acto de fe en Colombia             |                               |
| VI      | 1998 | Viernes 27 de marzo al domingo 12 de abril  | 37                | Diez años de fe en Colombia           |                               |
| VII     | 2000 | Viernes 7 al domingo 23 de abril            | 32                | El Estreno del Siglo                  |                               |
| VIII    | 2002 | Viernes 15 al domingo 31 de marzo           | 30                | La vuelta al mundo en ochenta obras   | Alemania                      |
| IX      | 2004 | Viernes 26 de marzo al domingo 11 de abril  | 33                | Un mundo para ver                     | España                        |
| X       | 2006 | Viernes 31 de marzo al domingo 16 de abril  | 45                | Un mundo en escena                    | Rusia                         |
| XI      | 2008 | Viernes 7 al domingo 23 de marzo            | 43                | Bogotá, Ciudad Teatro del Mundo       | Reino Unido                   |
| XII     | 2010 | Viernes 19 de marzo al domingo 4 de abril   | 43                | Homenaje a Fanny Mikey                | España                        |
| XIII    | 2012 | Viernes 23 de marzo al domingo 8 de abril   | 29                | La fiesta de las mil caras            | Rumania                       |
| XIV     | 2014 | Viernes 4 al lunes 21 de abril              | 25                | Todos tenemos que ver                 | Brasil                        |
| XV      | 2016 | Viernes 11 al domingo 27 de marzo           | 32                | El teatro está de fiesta ¡Celebremos! | México                        |
| XVI     | 2018 | Viernes 16 de marzo al domingo 1 de abril   | 13                | Comienza el teatro                    | Argentina                     |
| XVII    | 2020 | Viernes 19 de junio al domingo 5 de julio   |                   |                                       | Australia                     |
| XVIII   | 2022 | Viernes 1 de abril al domingo 17 de abril   |                   |                                       | Bogotá                        |
| XIX     | 2024 | Viernes 15 de marzo al domingo 31 de marzo  |                   |                                       |                               |